# Gunnar Rydberg
Pour les articles homonymes, voir Rydberg.
Gunnar Rydberg est un joueur de football suédois né le 9 août 1900 et mort le 5 mars 1985.

## Biographie
Il évolue quinze saisons sous le maillot de l'IFK Göteborg, de 1921 à 1936, avant d'entraîner le club pendant une saison en 1948-1949. 
Il joue également quelques matches en équipe nationale.

## Palmarès
- Championnat de Suède :
  - Vice-champion en 1925, 1927, 1930